# Sparrowhawk Hill
Sparrowhawk Hill är en kulle i Caymanöarna (Storbritannien). Den ligger i den östra delen av Caymanöarna. Toppen på Sparrowhawk Hill är 14 meter över havet. Sparrowhawk Hill ligger på ön Little Cayman. Kullen är täckt av skog.